# Only The Family
Only the Family (аббревиатура OTF) — музыкальный коллектив из Чикаго, Иллинойс. Группа была создана Lil Durk в 2010 году. Большинство участников OTF также являются членами уличной банды Black Disciples.

## Лейбл
OTF был частью лейбла Френч Монтаны Coke Boys, их название было OTF Coke Boys. Это привело к появлению членов Only The Family на альбоме Coke Boys 3. Позже OTF стал независимым и подписал контракт с Alamo Records и Interscope.

### Подписанты
Нынешние
- Lil Durk
- Doodie Lo
- JusBlow600
- Slimelife Shawty
- Lil Mexico
- Boona
- Chief Wuk
- MJ0.6
- THF Zoo
- Booka600
- OTF OnGod
- C3
- Hypno Carlito
- Timo[6][7]
- OTF Ikey

Бывшие
- King Von (умер)
- OTF NuNu (умер)
- Memo600 (покинул)

## Дискография

### Микстейпы
| Название                        | Детали | Высшая позиция в чарте |
| Название                        | Детали | US                     |
| ------------------------------- | --- | ---------------------- |
| Only the Family Involved, Vol.1 | - Выпущен: 31 июля 2018 года - Лейблы: OTF, Empire - Форматы: Цифровая загрузка                                          | —                      |
| Only the Family Involved, Vol.2 | - Выпущен: 21 декабря 2018 года - Лейблы: OTF, Empire - Формат: Цифровая загрузка                                        | —                      |
| Family over Everything          | - Выпущен: 11 декабря 2019 года - Лейблы: OTF, Alamo, Interscope - Формат: Цифровая загрузка                             | 93                     |
| Loyal Bros                      | - Выпущен: 5 марта 2021 - Лейблы: OTF, Empire - Форматы: Цифровая загрузка, стриминг                                     | 12                     |
| Loyal Bros 2                    | - Выпущен: 16 декабря 2022 - Лейблы: OTF, Empire - Форматы: Цифровая загрузка, стриминг                                  | 37                     |
| Nightmares In The Trenches      | - Выпущен: 18 ноября 2023 - Лейблы: Alamo Records, OTF & Sony Music Entertainment - Форматы: Цифровая загрузка, стриминг | —                      |